# Ils ont changé ma chanson, ma (chanson)
Singles de Dalida
Darla Dirladada
(1970) Comment faire pour oublier
(1971)
Ils ont changé ma chanson, ma est l'adaptation française, par Maurice Vidalin, de la chanson anglaise What Have They Done to My Song, Ma écrite et chantée en 1970 par la chanteuse américaine Melanie. 
Ils ont changé ma chanson, ma est créé par Dalida, qui, dans le même temps, chante une version en italien.

## Histoire
Les paroles de la version française sont écrites par Maurice Vidalin et reprennent un couplet de la version originale, reflétant le couplet en français que celle-ci contenait. La chanson donne son titre à l'album de Dalida, Ils ont changé ma chanson, sorti la même année chez Sonopresse, dont elle constitue le troisième et dernier single. Le single rencontre le succès en France, en Belgique et au Japon.
Dalida interprète cette chanson lors de son concert à l'Olympia l'année suivante (Olympia 1971).
La version italienne, Non e'piu la mia canzone, est traduite par Mogol. Elle est parue en single en Italie avec une adaptation de Lady D'Arbanville de Cat Stevens en face B pour se classer dans le hit-parade italien la même année.
Un remix des deux versions de Dalida est paru en 1998 sur l'album Le Rêve oriental.

## Reprises
- La version bilingue en français et en anglais a notamment été reprise par Jeanette sur la bande-originale de Cría cuervos, ainsi que par Arno et Stephan Eicher en 2000, puis par Anaïs en 2006 sur la réédition de son album live The Cheap Show.
- 2024 : sur un titre légèrement modifié, Ils ont changé ma chanson, Eddy Mitchell sur l'album Amigos.

## Classement hebdomadaire
| Zone géographique | Meilleure position |
| ----------------- | ------------------ |
| France            | 16                 |
| Wallonie          | 16                 |
| Italie            | 57                 |
| Japon             | 84                 |